# Az ügynökség (film)
Az ügynökség (eredeti cím: The Good Shepherd) 2006-ban bemutatott amerikai kémfilm, Robert De Niro második rendezői munkája. A főszerepben Matt Damon és Angelina Jolie látható, akiket széles mellékszereplői gárda egészít ki, köztük De Niro is. A gyártásvezetők egyike Francis Ford Coppola volt.
A film bemutatója Észak-Amerikában 2006 karácsonyán volt, Magyarországra közel egy évvel később, 2007. november 8-án érkezett.

## Cselekménye
Edward Wilson hallgatag és zárkózott, a Yale hallgatójaként makulátlan erkölcsű fiatalember, aki számára a becsület és a diszkréció jelentik az értékeket. Karrierje akkor kezdődik, mikor bekerül a Stratégiai Szolgálatok Irodájába (Office of Strategic Services, OSS), a CIA elődjébe. Itteni munkája során idealizmusa állandó gyanúba fordul a hivatalnál jelenlévő hidegháború-paranoia révén. Végül befolyásos, tapasztalt operatívvá válik, mialatt bizalmatlansága egyre nő mindenki felé, aki csak körülveszi. A munkájához való elkötelezettsége azonban megköveteli az árát, így nem csak egykori elképzeléseit, de végül családját is fel kell áldoznia az ügynökségért.

## Szereplők
| Szerep                           | Színész         | Magyar hang        | Magyar hang        |
| Szerep                           | Színész         | 1. szinkron (2008) | 2. szinkron (2020) |
| -------------------------------- | --------------- | ------------------ | ------------------ |
| Edward Wilson Sr.                | Matt Damon      | Stohl András       | Stohl András       |
| Margaret "Clover" Russell Wilson | Angelina Jolie  | Kéri Kitty         | Orosz Helga        |
| Bill Sullivan tábornok           | Robert De Niro  | Reviczky Gábor     |                    |
| Sam Murach FBI-ügynök            | Alec Baldwin    | Csankó Zoltán      | Csankó Zoltán      |
| Philip Allen                     | William Hurt    | Kőszegi Ákos       | Rosta Sándor       |
| Joseph Palmi                     | Joe Pesci       | Harsányi Gábor     | Kapácsy Miklós     |
| Ray Brocco                       | John Turturro   | Epres Attila       | Schnell Ádám       |
| Archibald "Arch" Cummings        | Billy Crudup    | Dévai Balázs       |                    |
| Laura                            | Tammy Blanchard |                    | Nyírő Eszter       |
| Dr. Fredericks                   | Michael Gambon  | Makay Sándor       | Kertész Péter      |
| Thomas Wilson admirális          | Timothy Hutton  |                    |                    |
| Valentyin Mironov #1             | John Sessions   | Kajtár Róbert      | Karsai István      |
| John Russell Sr. szenátor        | Keir Dullea     |                    | Szabó Endre        |
| John Russell, Jr.                | Gabriel Macht   |                    |                    |

## Személyek a filmben és a valóságban
Noha a film fikció, s csupán lazán kapcsolódik valós eseményekhez, marketingjében a Központi Hírszerzés kémelhárítási tevékenysége születésének nem ismert történetét kínálta. A főszereplő Edward Wilson (akit Damon játszik) részben James Jesus Angleton személyére épül, aki a CIA kémelhárítási operációinak megalapítója volt.
Phillip Allen (William Hurt) karakterének Allen Dulles, a CIA leghosszabb ideig szolgálatban lévő igazgatója felel meg a valóságban, míg Bill Sullivan (De Niro) William Joseph Donovan vezérőrnaggyal, az OSS egykori vezetőjével mutat számos hasonlóságot; utóbbira mint a mai CIA „atyjára” tekintenek.
Rajtuk kívül a filmben feltűnnek olyan szereplők, akik tekinthetők utalásnak Richard Helmsre, Dulles utódjára az igazgatói székben; Anatolij Golicin szovjet disszidensre; Jacobo Arbenzre, Guatemala 1951-1954 közötti elnökére és Sam Giancana maffiafőnökre, akit a CIA több ízben is megbízott Fidel Castro ellen irányuló merényletekkel.

## Fogadtatás
A kritikusok vegyesen fogadták a látottakat. A Rotten Tomatoes oldalán a kritikusok 54%-ra értékelték. Az összegzés szerint „a fiktív CIA-eredetfilm túl hosszú és unalmas erőfeszítés.”
A magas költségvetésű, 85 millió dollárt felemésztő Az ügynökség 2006. december 22-én került az amerikai mozikba. 9,9 millió dollárral indított, amit végül 59,9 millióra növelt, köszönhetően a karácsonyi szezonban kiemelkedő mozilátogatási kedvnek. Észak-Amerikán kívül további 39,2 millióval gyarapodott a film bevétele, így összesen kevés híján százmillió folyt be a kasszákba.